# کمچه
کِمچِه (به مجاری:  Kemecse) یک منطقهٔ مسکونی در مجارستان است که در سابولچ-ساتمار-برگ واقع شده‌است. کمچه ۳۸٫۹۴ کیلومتر مربع مساحت و ۴٬۸۱۵ نفر جمعیت دارد.